# Groucho Marx
Julius Henry "Groucho" Marx, (2. listopada 1890. – 19. kolovoza 1977.) jedan od najslavnijih američkih komičara tridesetih i četrdesetih godina prošlog stoljeća, poznat po čupavim obrvama, smiješnom hodu, lažnim brkovima i vječnom cigarom među zubima, sa svojom braćom Chicom, Harpom i Zeppom nasmijavao je Amerikance urnebesno smiješnim skečevima i luckastim šalama, koji su se temeljili na duhovitim dijalozima. Triput se ženio i imao troje djece.
Karijeru je započeo u vodvilju, na početku stoljeća, a potom je s braćom od 1919. do 1949. snimio 14 filmskih komedija, od kojih su najpoznatije "Tikvani", "Krotitelji", "Majmunska posla", "Konjsko perje", "Ludi rat braće Marx", "Jedan dan na utrkama", "Braća Marx u cirkusu" i "Noć u operi".
U pedesetim godinama bez njih je glumio u još nekim filmovima, a potom sve do duboke starosti vodio popularne radijske emisije i TV showove.

## Životopis
Njegov otac Simon Marx, Židov iz francuske pokrajine Alzace, emigrirao je u Ameriku 1881., te je u New Yorku otvorio krojačku radnju pod amerikaniziranim imenom Sam Marx. Budući da je govorio i francuski, njemački te jidiš, dolazilo mu je mnogo mušterija, uglavnom imigranata kao i on. Sam Marx je u slobodno vrijeme podučavao plesu mlade Židovke iz susjedstva, a tako je upoznao i 19-godišnju Minnu Schoenberg, koju su svi zvali Minnie. Zaljubio se u nju te su se uskoro vjenčali, a 1885. rodilo im se prvo dijete, sin Manfred, koji je umro prije svoje treće godine. Potom su, u kratkim razmacima, dobili još petoricu sinova: 1887. Leonarda, poslije poznatog kao Chico, 1888. Adolpha, poznatijeg po nadimku Harpo, u listopadu 1890. Juliusa Henryja, kasnije nazvanog Groucho, te Miltona (Gummo) i Herberta (Zeppo), rođenih 1901.

### Djetinjstvo i prvi poslovi
Negdje na početku 20. stoljeća Minniein brat Adolph Schoenberg napustio je posao u glačaonici odjeće, promijenio ime u Al Shean i počeo nastupati u vodviljima. I Minnie je zaključila da je to za njezinu djecu mnogo bolje i unosnije zanimanje od mukotrpnog cjelodnevnog rada u zanatskim radnjama koji se slabo plaćao i često se ostajalo bez posla. A kako su njezini sinovi od malena pokazivali da su nadareni za pjevanje i za ples, odlučila ih je školovati za show business i osigurati im bolju budućnost. Problem je bio jedino što će raditi Julius Henry, jer on se nije isticao niti na jednom polju koje se moglo iskoristiti u vodvilju, tada najčešćim ciljem svih koji žele uspjeti u show businessu. Julius Henry je, naime, bio povučeno dijete, a to što je u školi bio odličan učenik, njegove roditelje, osobito ambicioznu majku, nije impresioniralo. Zbog toga se osjećao zapostavljenim i nevoljenim, te je bio ljubomoran na braću, smatrajući da dobivaju više roditeljske pažnje od njega. U djetinjstvu je trpio i poniženja od lokalnih nasilnika koji su se često iživljavali na njemu. A kako im se nije znao oduprijeti, nije se znao suprotstaviti ni majci, koja ga je ispisala iz škole kako bi počeo zarađivati i pridonositi mršavom obiteljskom budžetu. Zbog svega toga stasao je u osobu punu suprotnosti. Njegovi biografi tvrde kako je istodobno obožavao svoju djecu, ali je ponekad bio i neobjašnjivo bezosjećajan prema njima, kako je bio vjeran muž, ali je i prezirao svoje supruge te kako je nasmijavao sve oko sebe, iako je često patio od depresije.
Ambiciozna Minnie Marx najstarijem sinu Leonardu plaćala je satove klavira, a on je stečeno znanje morao odmah unovčiti svirajući po barovima. Juliusa Henryja je zaposlila kod proizvođača perika, no kad ga je čula kako pjeva dok ga je Leonardo pratio na klaviru, našla mu je još jedan posao: u svojoj 15. godini Julius Henry postao je član zbora episkopalne crkve u njihovom susjedstvu, gdje je za jedan dolar po misi pjevao kršćanske crkvene pjesme.
U ljeto 1905. Julius Henry Marx javio se na oglas za dječaka koji zna pjevati popularne pjesme. Primljen je, pa je dao otkaz kod proizvođača perika i s vodviljskom trupom krenuo na turneju po Texasu i Arkansasu. Očito mu je dobro krenulo jer je 1907. u Metropolitan operi nastupio sa slavnim tenorom Enricom Carusom i slavnim poljskim pijanistom Ignacyjem Janom Paderewskim na dobrotvornoj priredbi za stradale u velikom potresu koji je u travnju 1906. pogodio San Francisco, kad je 3000 ljudi poginulo, a 300 tisuća ostalo bez krova na glavom.

### KreiranjeBraće Marx
Njegova braća tada su već, pod vodstvom majke i ujaka, nastupala u vodviljima odjeveni kao odrasli, a majka Minnie našla im je posao zabavljača u trupi Wayburn's Nightingales (Wayburnovi slavuji). Juliusu Henryju bilo je 18 godina, Adolphu 20, a Miltonu 16. Naravno, u to su ih doba već zanimale djevojke, no majka im je branila svaku ozbiljniju vezu, jer je smatrala da bi ona mogla ugroziti njezine planove za njihove karijere. Nije ni čudno što je Julius Henry prvo seksualno iskustvo doživio s jednom prostitutkom. Poslije je bio uvjeren kako za razliku od braće, pogotovo šarmantnog Leonarda, ničim ne može privući djevojke.
Trojica braće Marx - Julius, Adolph i Milton, tih su godina već bili stekli i reputaciju dobrih komičara koji su znali zabavljati vodviljsku publiku svojim duhovitim upadicama, a nakon što su na jednoj turneji ugledali brata Leonarda, koji je nastupao kao klavirist s nekim orkestrom, Adolph ga je pozdravio tako da je na njega bacio naranču. Ljudi u publici počeli su se smijati i slijedili su njegov primjer, bacajući na Leonarda sve što im je došlo pod ruku, a kaos je prestao tek kad se spustio zastor. Majka je tada odlučila da se i Leonard priključi braći kao četvrti član komičarske grupe.
Za vrijeme jedne stanke, dok su igrali poker s putujućim komičarem Artom Fischerom, počeli su razgovarati o nadimcima. Po pridjevu grouch (mrzovoljan), Julius je prozvan Groucho, Leonard, koji je stalno ganjao djevojke, postao je Chicko (po chick, što znači djevojka), ali je taj nadimak poslije promijenio u Chico. Budući da je Adolph često svirao harfu, dobio je nadimak Harpo, po engleskoj riječi za taj instrument (harp), a Milton, koji je uvijek nosio kaljače, postao je Gummo. Najmlađi brat Herbert nadimak Zeppo dobio je nešto kasnije, navodno po tadašnjoj novotariji - cepelinu.
Stalno bruseći svoju vještinu, braća Marx stvorila su novi, američki tip komedije, jedinstvenu kombinaciju comedije del'arte i verbalnog gega, temeljenog na brzom dijalogu, koji su često stvarali na licu mjesta. Premda su i u vodviljima, a i poslije, kad su snimali filmove, imali iza sebe cijelu ekipu pisaca skečeva, voljeli su improvizirati. Stalno su mijenjali scenarij i dodavali nove detalje na licu mjesta, što je ponekad izluđivalo producente i redatelje. A kako su stalno živjeli uz vodvilj, takve su šale zbijali i u stvarnom životu.
U to su doba karijeru počinjali i kasnije slavni filmski komičari Buster Keaton, Mac Sennett, Harold Lloyd i mnogi drugi. Na jednoj turneji, dok su bili u Winnipegu u Kanadi, braću Marx je impresionirao sjajni mladi pantomimičar Charlie Chaplin, pa su ga pozvali da posjeti njihovu predstavu. A dok su oni nasmijavali publiku, on se, sjedeći u gledalištu, cijelo vrijeme pretvarao da čita novine, ponašajući se kao da mu ništa na pozornici nije zanimljivo. Da mu se osvete, poslije predstave su mu rekli da će doći još jednom pogledati njegov nastup. Kupili su karte u loži, te pozvali četiri ortodoksna rabina da pogledaju predstavu dajući im besplatne ulaznice. Chaplin je, kao što su se i nadali, pomislio da su rabini zapravo prerušena braća Marx, pa ih je s pozornice počeo ismijavati. Povrijeđeni njegovim šalama, rabini su usred nastupa ustali sa svojih mjesta i demonstrativno napustili kazalište. Jasno, Chaplin je pobjesnio kad je shvatio kako su ga prevarili, ali se kasnije pomirio s njima i ostali su dobri prijatelji. 
Drugom prilikom Groucho i Harpo Marx su se nakanili našaliti na momačkoj večeri u nekom hotelu na Manhattanu na koju su bili pozvani: u dizalu su se skinuli do gola, natrpali odjeću u kovčege koje su ponijeli sa sobom i, vjerujući kako će šokirati prijatelje, izišli iz dizala. No, pogriješili su kat, pa su iz dizala izišli u prostoriju u kojoj se održavala zabava za mladenku. Pomogao im je glavni konobar koji im je dao stolnjake da se ogrnu, a njegov pomoćnik ih je izveo van. Naravno, nisu bili pozvani na vjenčanje.
Nakon što je Gummo Marx odlučio odustati od zajedničkih nastupa, na njegovo mjesto je, odlučila je majka Minnie, došao Zeppo, koji je dotad radio kao automehaničar. Već potkraj dvadesetih godina prošlog stoljeća braća Marx su se proslavila diljem Amerike, no shvaćali su da vrijeme vodvilja polako prolazi te da publiku zanima drukčija zabava. I mnogi drugi komičari, poput Charlieja Chaplina i Bustera Keatona, zamijenili su pozornicu filmskim platnom. Stoga su braća Marx sami organizirali probno snimanje i filmić "Humorisk", parodiju na tadašnje nijeme filmove, poslali u Hollywood. No, nisu dobili nikakav odgovor.

### Prvi brak
Groucho Marx se nije previše nervirao radi toga jer je imao drugih problema: u veljači 1920. oženio se plavokosom glumicom i plesačicom Ruth Johnson. Nikome u obitelji nije smetalo što je ona kršćanka, no ni rabin ni svećenik ih nisu htjeli vjenčati. Na kraju su našli matičara Židova koji je nekoć nastupao u vodviljima i koji ih je pristao vjenčati. Ruth Johnson nije bila sretna u braku, najviše zbog toga što je nakon rođenja sina Arthura 1921. morala prekinuti karijeru i posvetiti se obitelji, dok je njezin suprug putovao po cijeloj Americi s braćom. U lipnju 1922. braća su prvi put otišla na turneju i po Velikoj Britaniji, no njihova vrsta humora nije se svidjela Britancima.
Vrativši se u Ameriku, u ožujku 1924. nastupili su na Broadwayu u showu I'll Say She Is!" koji se na repertoaru održao do lipnja 1925. Od tada su na plakatima najavljivani po svojim nadimcima, a ne više pravim imenima.
Groucho Marx je od dobivenih honorara 1926. kupio kuću u New Yorku. Godinu poslije Ruth mu je rodila kćer Miriam, no usprkos drugom djetetu, bračna idila pretvorila se u odnos pun svađa i predbacivanja. Ruth je utjehu sve češće nalazila u alkoholu, a dodatni udarac bračni par je pretrpio kad je 1929. Groucho Marx nakon sloma njujorške burze izgubio sav imetak osim kuće.
Ni njegov brat Chico nije ga utješio, nego ga je zafrkavao kako svoj novac gubi na burzi, dok ga on troši na žene i kocku, pa ga je stalno podbadao pitanjem tko se od njih dvoje bolje zabavlja.
Nastojeći ponovno napuniti obiteljski budžet, braća Maxa su 1930. ponovno otišla na gostovanje u Londonu. Ovaj put su imali mnogo više uspjeha, a Groucho Marx je u slobodno vrijeme obilazio s djecom turističke znamenitosti i objašnjavao im iz svog rakursa povijesna zbivanja. Za engleskog kralja Henrika VIII. rekao je da je svojim ženama dao odsjeći glave jer mu je to bilo mnogo jeftinije nego plaćati alimentaciju.
Poslije Londona posjetili su Pariz, a na povratku u Ameriku ukrcali su se na njemački parobrod Europa. Stigavši u New York, Groucho Marx je na carini u rubrici "zanimanje" upisao da je krijumčar. Carinici su ga, na njegovu žalost, shvatili ozbiljno i cijelu obitelj zadržali nekoliko sati. Ruth mu to dugo nije mogla oprostiti, no njemu je to ionako bilo svejedno. Brak im se raspadao, pa su ostali zajedno samo formalno. Ruth je sve više pila, a Groucho nije ni skrivao svoje brojne ljubavne avanture.

### Filmski uspjesi
U to je doba postigao velik uspjeh film "Noć u operi" što ga je 1936. snimio s braćom, pa je svugdje bio rado viđen gost i družio se s mnogim slavnim osobama, primjerice gitaristom Andresom Segovijom, pijanistom Arthurom Rubinsteinom i skladateljem Georgeom Gershwinom. Njegov sljedeći film bila je komedija "Jedan dan na utrkama". Na snimanju se zaljubio u partnericu Maureen O'Sullivan, suprugu redatelja Johna Farrowa. Kad bi nakon snimanja zajedno ručali, Groucho Marx se ne bi prestao zafrkavati sve dok ga jednom nije prekinula.
Molim te, Groucho, prestani! Hajde da razgovaramo normalno, rekla sam mu, no on nije znao kako. Njegov život bili su vicevi - objasnila je Maureen O'Sullivan poslije. Vrativši se kući u New York, Groucho Marx je pokušao spasiti svoj brak nadajući se da će treće dijete pomoći da se pomiri sa suprugom. Ruth je, doduše, zanijela, ali je, ne rekavši mu ništa, prekinula trudnoću. Kad je saznao što je učinila, još se više povukao u sebe i, čini se, zauvijek odustao od ideje da spasi taj brak.

### Za vrijeme Drugog svjetskog rata
U to je doba, nakon japanskog napada na Pearl Harbor, SAD ušao u Drugi svjetski rat i činilo se da nije trenutak za snimanje komedija. Ruth i Groucho Marx razveli su se 1942. i sve su jednako podijelili - pa i djecu. Njihova kći Miriam ostala je živjeti s ocem, a sin Arthur s majkom u New Yorku gdje je započeo pisati skečeve za show Miltona Berlea. Groucho Marx je ratne godine proveo nastupajući u radijskom showu Dinah Shore i zarađujući na reklamama za nalivpera, košulje, cigare, časopis Reader's Digest, cigarete, pivo, britvice... Priključio se i akciji Karavani pobjede za skupljanje sredstava za ratnu pomoć. U njoj su sudjelovala najveća imena Hollywooda Claudette Colbert, Cary Grant, James Cagney, Bing Crosby i mnogi drugi.

### Drugi brak
Pred kraj rata, preko kćeri Miriam upoznao je razvedenicu Kay Gorcey, 30 godina mlađu od sebe. Zaljubio se u nju preko ušiju, a očito i ona u njega, jer su se vjenčali 21. srpnja 1945. Kad je 1946. u New Yorku održana premijera njegovog filma "Noći u Casablanki", parodije na hit "Casablanca", s Humphreyem Bogartom, Kay Gorcey je u Californiji rodila njegovu drugu kćer Melindu. No, brzo nakon što ga je prošla prva zaljubljenost, Groucho Marx je zapustio suprugu i počeo je varati sa starletama koje je sretao na snimanjima. Kad je i Kay shvatila da ga više ne zanima, odustala je od braka i razveli su se 1950.

### Prijelaz na televiziju i kraj Braće Marx
U to je doba Groucho Marx već postigao veliku popularnost kao voditelj humorističnog kviza "You Bet Your Life", pa je 1950. s kompanijom CBS potpisao desetogodišnji ugovor za nastavak snimanja istog kviza -ali na televiziji. Ugovor mu je jamčio 760.000 dolara, plus tjednu plaću od 48.000 dolara.
Iz tog razdoblja svog života Groucho Marx je zapamtio još jedan detalj koji je poslije često prepričavao. Na audiciji za "Love Happy", posljednji film što ga je snimio zajedno s braćom, producent Lester Cowan tražio ga je da izabere jednu od tri starlete za jednu scenu.
U obzir dolazi samo jedna, ona mala plavuša - rekao mu je Groucho Marx odmah, prisjećajući se poslije kako je na snimanju nosila haljinu s tako dubokim izrezom da nije mogao skrenuti pogled s nje te kako je, pod novim imenom, Marilyn Monroe, ubrzo opčinila muškarce diljem svijeta.
Pedesetih godina je od braće Marx samo Groucho nastavio privlačiti publiku. Nastavio je glumiti u filmovima i nastupati u zabavnim emisijama na televiziji. Upravo je na snimanju filma "Djevojka u svakoj luci", 1952., upoznao glumicu Eden Hartford, započeo s njom vezu i oženio se njome dvije godine poslije. Taj je brak potrajao nešto dulje od prethodnog, ali ni u njemu nije bilo mnogo sreće. Brzo nakon vjenčanja počeo je zanemarivati suprugu, pa se i ona, poput njegovih prvih dviju žena, počela opijati. To je, pak, bio dodatni poticaj stalnim svađama i obostranom prigovaranju. Pravo je čudo kako su uopće ostali zajedno sve do 1969., kad su se razveli. U to je doba Groucho Marx već počeo patiti od zdravstvenih problema: tegoba s mjehurom i neuspjele operacije prostate, nekoliko slabijih srčanih udara...

### Posljednje godine života
Budući da je ostao sam, njegov sin Arthur smatrao je kako mu je potreban netko tko će se o njemu brinuti pa mu je bilo drago kad mu je otac javio da ga je filmski producent Jerry Davis upoznao s vitkom, atraktivnom 30-godišnjom neuspješnom glumicom Erin Fleming. Već nakon nekoliko dana Groucho ju je zaposlio kao svoju tajnicu i ponudio joj da živi u njegovoj kući. Sljedećih nekoliko godina, sve do njegove smrti, Erin Fleming je stalno bila uz njega. Star i nemoćan, pretrpjevši još jedan srčani udar, postao je posve ovisan o njoj. Ona mu je 1972. organizirala dva nastupa u San Franciscu, pratila ga je u Cannes kad je dobio priznanje francuske vlade za zasluge u filmskoj umjetnosti. Naravno, svi su znali da ju najviše zanima Grouchov novac. A kad joj je postalo jasno da ju on ne kani oženiti, pokušala ga je nagovoriti da ju posvoji kako bi naslijedila makar dio njegova imetka. Stoga je iz njegova života raznim spletkama postupno uklonila članove njegove obitelji i njegove suradnike.
Groucho Marx je 1974. dobio počasnog Oscara i njegova je popularnost doživjela novi poticaj. Tih godina se pojavio u manjim ulogama u još dva filma, no bilo je očito da nije ni sjena nekadašnje komičarske zvijezde. I njegova smrt je u medijima prošla gotovo nezapaženo. Groucho Marx je, naime, umro 19. kolovoza 1977., u 87. godini, u bolnici Cedars-Sinai u Los Angelesu, no kako je tri dana ranije umro kralj rocka Elvis Presley, sve su se novine raspisale o njemu. Posmrtni ostaci Groucha Marxa su kremirani i urna je položena u grobnicu u Memorial Parku u dolini San Fernando u Kaliforniji. Nedugo nakon njegove smrti njegova su djeca našla šaljivo pismo u kojem je naveo da želi biti pokopan iznad Marilyn Monroe.
Godinama poslije, sve do 1987., između Erin Fleming i Grouchove obitelji vodio se sudski spor o pravu na njegovo nasljedstvo. Imetak mu je bio procijenjen na 2,6 milijuna dolara, no zbog skupog procesa, gotovo se istopio. - Erin Fleming je izgubila spor te je, psihički i financijski iscrpljena, završila na ulici. Zadnje se o njoj čulo da je primljena u neku duševnu bolnicu.